# だんごばーな
だんごばーなは、日本のお笑いトリオ。よしもとクリエイティブ・エージェンシー福岡事務所に所属していた。

## 略歴
三人とも2004年に福岡吉本に所属。福岡吉本15期生。当初、中島(ジョージ)は井上(ジャガ)と「オリオン」というコンビを、大脇(まるお)も同期の藤岡佑将と「ミルクコーヒー」というコンビをそれぞれ結成していた。
しかし、「前のコンビが鳴かず飛ばずで、『二人で組めばいけるんじゃないか』という話がそのころからよく出ていた」といい（2011年マンスリーよしもと6月号より）、2009年2月、お互いのコンビを解消して中島と大脇が｢ルームメイト｣を結成。井上も、同時期に藤岡と「空中ズボン」を結成
元々のコンビ名の由来は、実際に二人がルームシェアをしているルームメイトであることから。また、大脇が結婚してルームシェアをやめたことをきっかけにコンビ名をめんたいこに改名した。その後、井上が2014年末に空中ズボンを解散（藤岡は芸人を引退）し、ピン芸人として活躍ののちに2016年4月に加わりトリオとなる。その際にだんごばーなと改名した。
同期の野良レンジャーと共に、福岡吉本の若手芸人のなかでも中核を成す一組であった。
2019年8月31日のライブ「アメリカンフェスティバル」で、3人とも福岡吉本を引退。
現在、ジョージとまるおはフリーでイベントの司会やYouTuberとして活動し、ジャガは先輩芸人・元どんぴしゃの赤峯が店長を務めるラーメン屋で正社員として働いている(イベントの出番にも時々参加している)。

## メンバー
ジョージ（じょーじ、1983年9月8日 - ）長崎県佐世保市出身。本名・中島丈次（なかしま　じょうじ）。
- 血液型O型、身長181cm、体重72kg。
- 趣味は料理と釣り、映画鑑賞。ブログにはそれらにまつわる話題を載せていることが多い。
- 芸人になる前は愛知県の工場に勤務していた。
- ジャガとは幼馴染の間柄で、かつては彼とも同居していたことがある。

まるお（1983年1月10日 - ）福岡県岡垣町出身。本名・大脇睦（おおわき　むつみ）。
- 血液型A型、身長168cm、体重69kg（福岡吉本のプロフィールより。ただ、後述のダイエット開始時の体重は78kg）。
- いわゆるいじられキャラで、丸顔、小太りな体型、汗っかきな体質をいじられることが多い。
- 童顔で、若く見られやすい。実は相方よりも一歳年上。
- トークイベント「15の夜」にて、ダイエットの様子を毎日ブログにアップし、一日でも更新が途絶えると「オリビア吾郎（相方がかつて組んでいたコンビ・オリオンにおいて、ジャガがコンビ名候補として考えていた名前）」に改名させられるいうダイエットブログ企画を半ば強制的に組まされてしまう。以降、ダイエットとブログの更新を継続させているが、無味乾燥に体重を伝えるだけのその内容から、「素人のブログより面白くない」と相方から酷評されている。
- 福岡吉本で随一といわれるほど酒癖が悪いらしく、ライブやブログなどで様々な酒乱エピソードを他の芸人から暴露されることが多い。
- 治したくても治せない癖はホクロから生えてくる太い毛を抜くこと。
- よしもとに入ってからの最低月収は300円。
- おばたのお兄さんから布団を贈ってもらったことをキッカケに物を贈り合う仲になった。
- これまでの人生で最も面白かったと思うゲームソフトは「カエルの為に鐘は鳴る」である。

ジャガ（じゃが、1983年12月14日- ）長崎県佐世保市出身 。本名・井上大輔（いのうえ だいすけ）。
- A型。170cm、58kg。
- 特技剣道
- 坊主頭の髭面で、かなり濃い容姿とキャラクターの持ち主。
- 普段は真面目な性格である反面、後輩に対しては、パチンコに行くための金を借りて返さないなどの問題行動があることを暴露されていた。
- ネタをとばすなどの失敗が多い。その度に舞台上で、空中ズボン時代の相方、藤岡から激しく罵られたり、暴力を含む制裁を受けている。
- 金遣いが荒い。結婚した父親の遺産が手に入って借金を完済したと言う。

## 出囃子
- 麻波25「WALKING WITH GLOW」
- 本来はジャガが出囃子を決める予定だったが、いつまでもジャガがCDを持ってこない為にまるおが選んだ。
- ルームメイト時代の出囃子はカーペンターズ「トップ・オブ・ザ・ワールド」（直訳すると”世界の頂上”であることに時間が経って気付いた。）

## 特徴
- 2011年、ルームメイト時代には、カネボウの日焼け止め化粧品・アリィーのPRのために結成された芸人8人（コンビが4組）のユニット、「うるおい8」の一組に抜擢される。ちなみに他の三組は、ウーマンラッシュアワー、オリエンタルラジオ、インパルスという面々であった。各コンビのコンビ名の頭文字をとって「ウ・ル・オ・イ」となるのであるが、「ル」で始まるコンビは非常に数が少なく、競争率が低かったのか幸いしたらしい（両者のブログより）。
- レモンティーの跡を継ぎ、二代目「万葉兄さん（先述の博多万葉の湯お笑い道場にて、他の若手を率いてMCなどを担当する芸人）」となった。
- THE MANZAI 2011では一回戦を突破し、二回戦進出を果たした。